# Edward Bernays

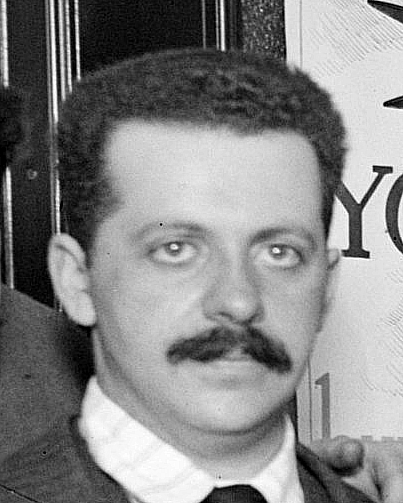
Edward Bernays, 1917

Edward Louis James Bernays (ur. 22 listopada 1891 w Wiedniu, zm. 9 marca 1995) – austriacko-amerykański pionier public relations i propagandy, określony w nekrologu jako „ojciec public relations”. Połączył idee Gustave’a Le Bona i Wilfreda Trottera dotyczące psychologii tłumu z psychoanalitycznymi ideami jego wuja, Zygmunta Freuda.
Uważał, że manipulacja jest konieczna w społeczeństwie, które uważał za nieracjonalne i niebezpieczne w wyniku działania „instynktu stadnego” opisanego przez Trottera. W wielokrotnie nagradzanym dokumencie Adama Curtisa zrealizowanym w 2002 roku dla BBC „The Century of the Self” wskazano Bernaysa jako twórcę nowoczesnego public relations. Bernays został uznany jednym ze 100 najbardziej wpływowych Amerykanów XX w. przez magazyn Life.